# Offset (EP)
Offset è il secondo EP della cantante e ballerina sudcoreana Chungha. Distribuito da CJ E&M, è stato pubblicato sotto la MNH Entertainment il 17 gennaio 2018.

## Tracce
1. Offset – 1:09 (testo: Chungha, Vincenzo, Fuxxy, Any Masingga – musica: Vincenzo, Fuxxy, Any Masingga)
2. Roller Coaster – 3:32 (testo: Black Eyed Pilseung, Jeon Goon – musica: Black Eyed Pilseung, Jeon Goon, Rado)
3. Do It – 3:33 (Vincenzo, Fuxxy, Any Masingga, Emelie Sederholm)
4. Bad Boy – 3:07 (Vincenzo, Any Masingga, Fuxxy, Anna Timgren)
5. Remind of You (너의 온도?, Neo-ui undoLR) – 4:03 (testo: Team Columbus – musica: Team Columbus, Kim Young-ho)

## Classifiche
| Classifica (2018) | Posizione massima |
| ----------------- | ----------------- |
| Corea del Sud     | 3                 |